# Gräsmossor
Gräsmossor (Brachythecium) är ett släkte av bladmossor som beskrevs av Wilhelm Philipp Schimper. Enligt Catalogue of Life ingår Gräsmossor i familjen Brachytheciaceae, men enligt Dyntaxa är tillhörigheten istället familjen Brachytheciaceae.
Gräsmossorna har krypande eller uppstigande orgelbundet pargrenig stam, glatta blad och äggrund kapsel på ett glatt eller strävt skaft och med koniskt lock. I Sverige förekommer 18 arter, av vilka flera hör till landets vanligaste.

## Bildgalleri

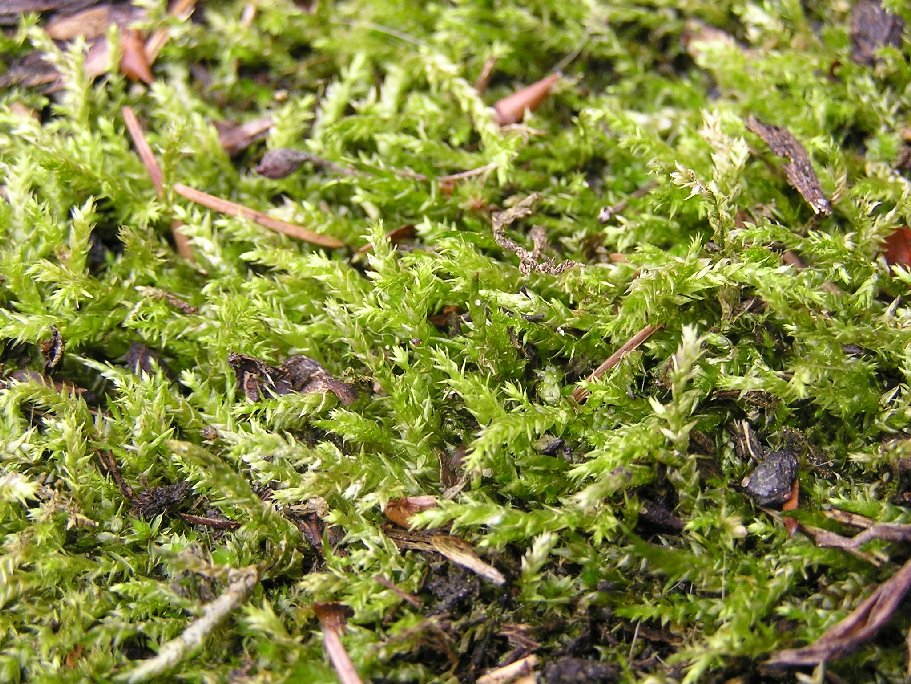
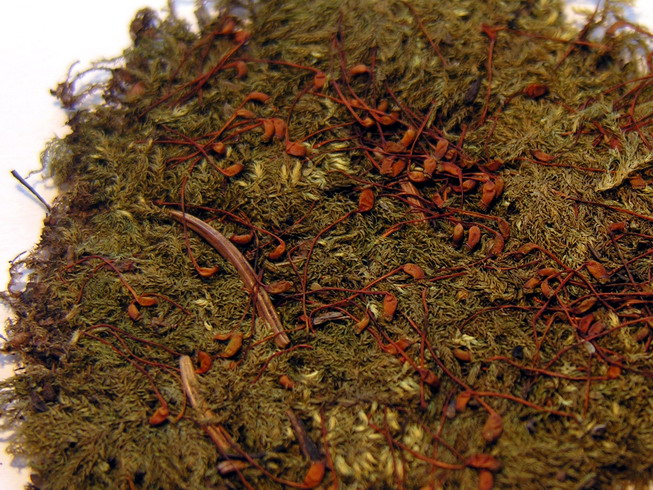
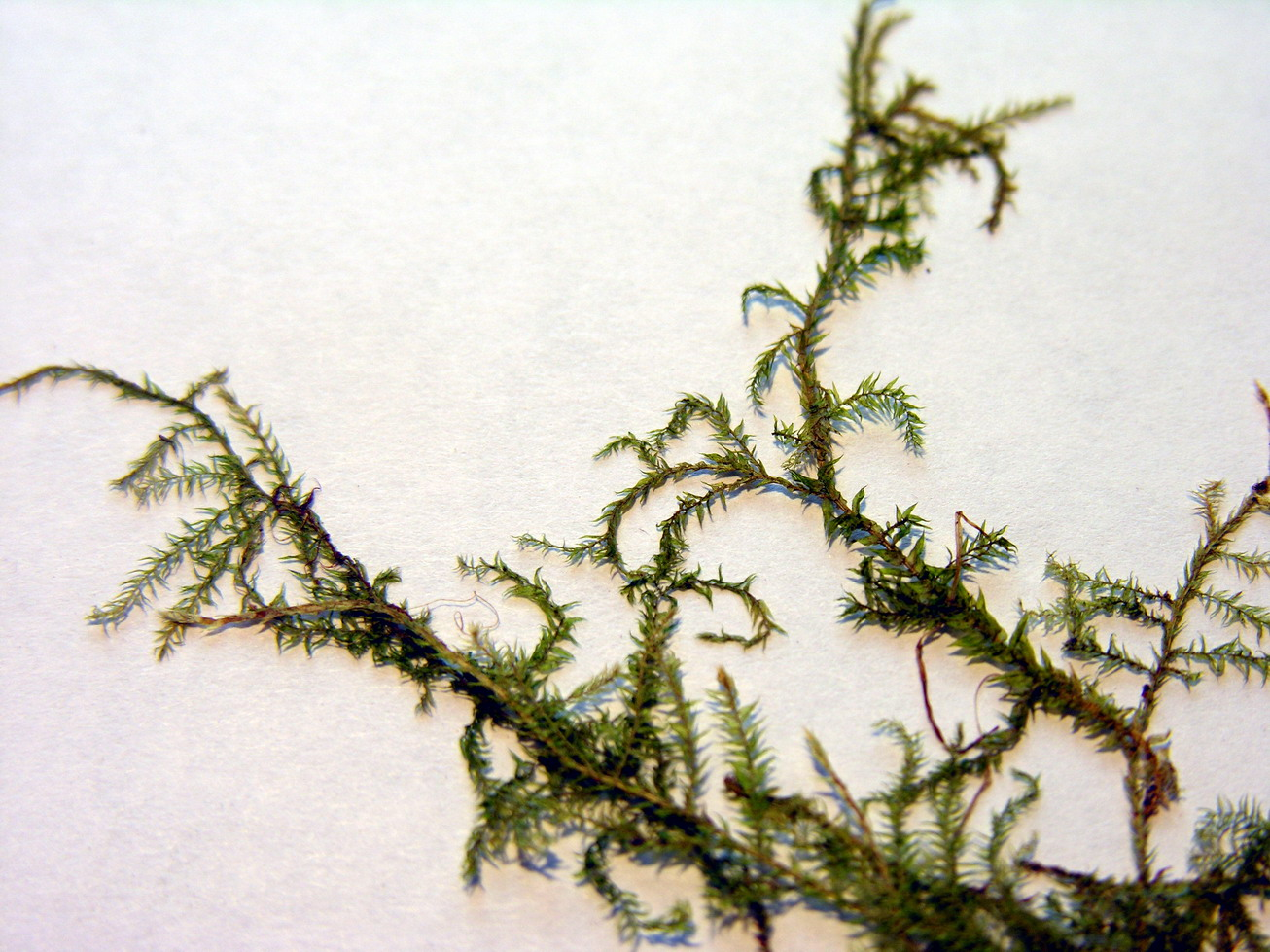
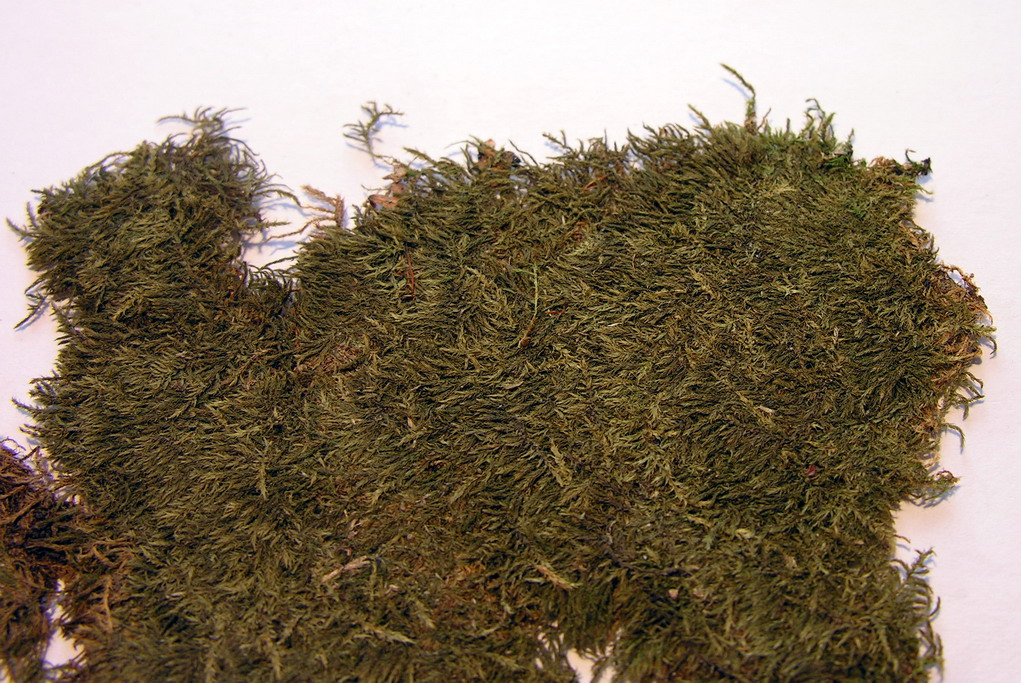
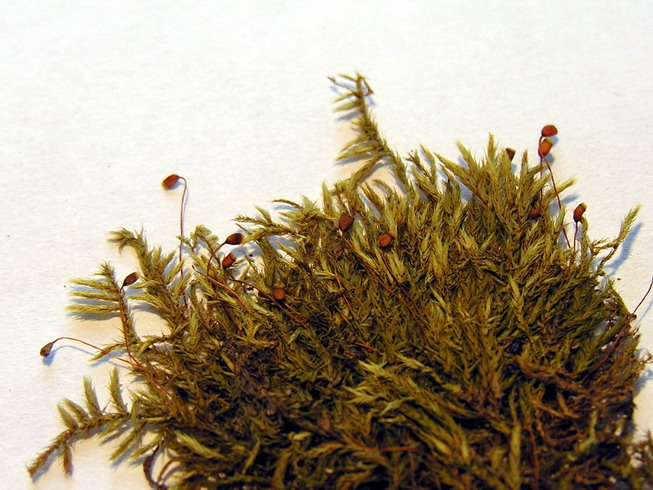
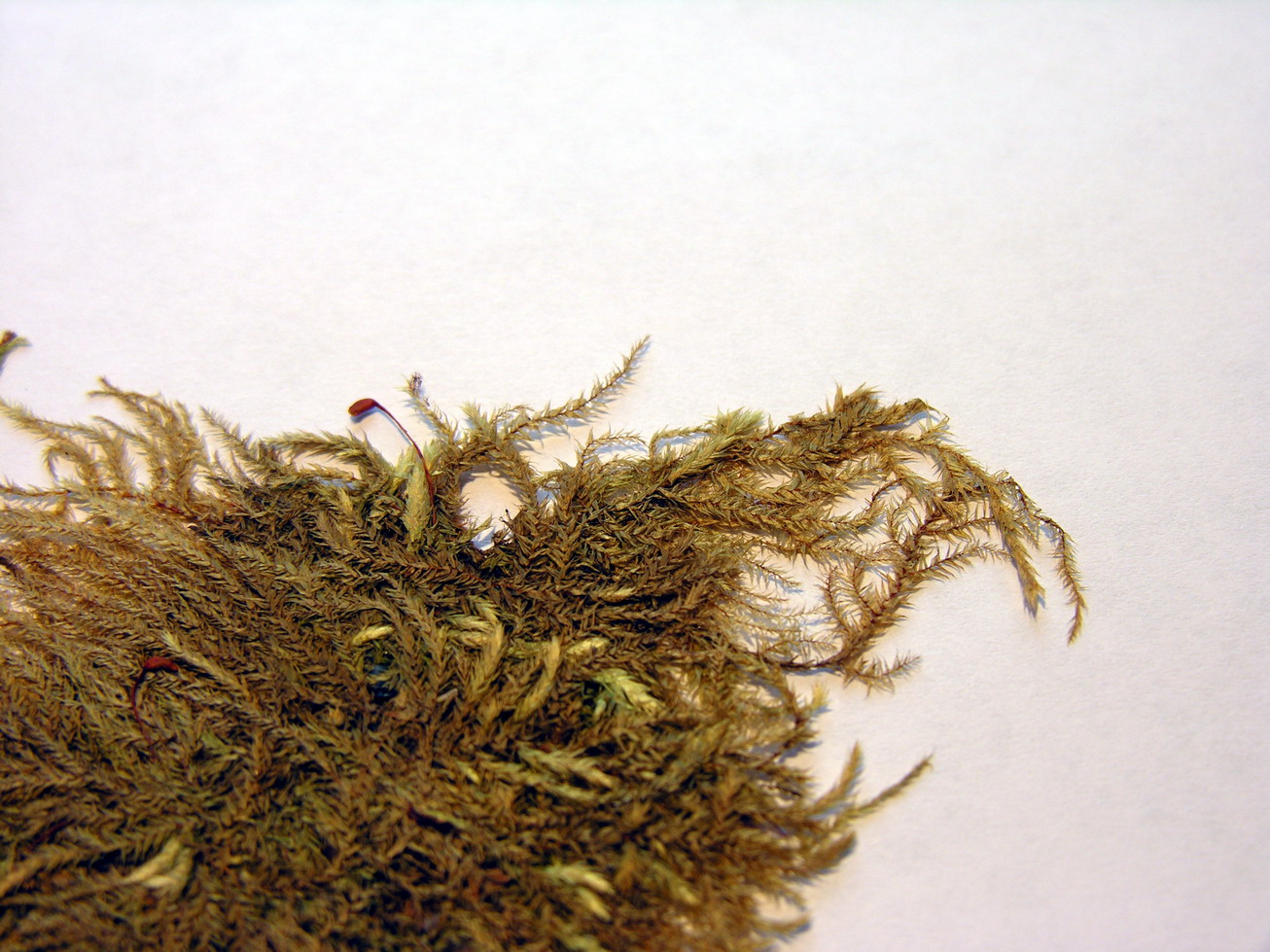

## Dottertaxa till Gräsmossor, i alfabetisk ordning[1][2]
- Brachythecium acuminatum
- Brachythecium acutum
- Brachythecium afroglareosum
- Brachythecium albicans
- Brachythecium allisonii
- Brachythecium appleyardiae
- Brachythecium athrocladum
- Brachythecium austroglareosum
- Brachythecium austrosalebrosum
- Brachythecium austrostramineum
- Brachythecium bellicum
- Brachythecium bellii
- Brachythecium biventrosum
- Brachythecium bodinieri
- Brachythecium bolanderi
- Brachythecium borgenii
- Brachythecium brachycarpum
- Brachythecium brachycladum
- Brachythecium brotheri
- Brachythecium buchananii
- Brachythecium calcareum
- Brachythecium calliergonoides
- Brachythecium campestre
- Brachythecium camptothecioides
- Brachythecium campylothallum
- Brachythecium capillaceum
- Brachythecium caucasicum
- Brachythecium cavifolium
- Brachythecium chakratense
- Brachythecium chauvetii
- Brachythecium chocayae
- Brachythecium cirriphylloides
- Brachythecium cirrosum
- Brachythecium collinum
- Brachythecium complanatum
- Brachythecium comtifolium
- Brachythecium conostomum
- Brachythecium coreanum
- Brachythecium coruscum
- Brachythecium curvatulum
- Brachythecium cymbifolium
- Brachythecium decurrens
- Brachythecium delicatulum
- Brachythecium dicranoides
- Brachythecium dieckei
- Brachythecium digastrum
- Brachythecium dovrense
- Brachythecium duemmeri
- Brachythecium ehrenbergii
- Brachythecium emodi-glaucum
- Brachythecium erythrorrhizon
- Brachythecium falcatulum
- Brachythecium falcatum
- Brachythecium fendleri
- Brachythecium filiforme
- Brachythecium flagellare
- Brachythecium fontanum
- Brachythecium formosanum
- Brachythecium frigidum
- Brachythecium gangulianum
- Brachythecium garhwalense
- Brachythecium garovaglioides
- Brachythecium geheebii
- Brachythecium gelidum
- Brachythecium glaciale
- Brachythecium glareosum
- Brachythecium gloriosum
- Brachythecium hastile
- Brachythecium hawaiicum
- Brachythecium hedbergii
- Brachythecium helminthocladum
- Brachythecium holzingeri
- Brachythecium hylotapetum
- Brachythecium immersum
- Brachythecium inconditum
- Brachythecium indicopopuleum
- Brachythecium indistinctum
- Brachythecium kamounense
- Brachythecium kashmirense
- Brachythecium konoi
- Brachythecium koponenii
- Brachythecium krausei
- Brachythecium kuroishicum
- Brachythecium laetum
- Brachythecium laevipes
- Brachythecium laevivelutinum
- Brachythecium lamprocarpum
- Brachythecium latifolium
- Brachythecium latinervium
- Brachythecium laxifolium
- Brachythecium leibergii
- Brachythecium leiopodium
- Brachythecium longicuspidatum
- Brachythecium longidecurrens
- Brachythecium longidens
- Brachythecium longipes
- Brachythecium lutescens
- Brachythecium majusculum
- Brachythecium microcollinum
- Brachythecium microsericeum
- Brachythecium mieheanum
- Brachythecium mildeanum
- Brachythecium mittenii
- Brachythecium miyabei
- Brachythecium moriense
- Brachythecium nakazimae
- Brachythecium negrii
- Brachythecium nelsonii
- Brachythecium nitidissimum
- Brachythecium nitidulum
- Brachythecium nivale
- Brachythecium noguchii
- Brachythecium noterophiloides
- Brachythecium obsoletinerve
- Brachythecium occidentale
- Brachythecium oedipodium
- Brachythecium olympicum
- Brachythecium ornellanum
- Brachythecium otaruense
- Brachythecium pallescens
- Brachythecium papillipes
- Brachythecium papuense
- Brachythecium paradoxum
- Brachythecium pendulum
- Brachythecium percurrens
- Brachythecium perscabrum
- Brachythecium piligerum
- Brachythecium pinnatum
- Brachythecium pinnirameum
- Brachythecium plumosum
- Brachythecium poadelphus
- Brachythecium polyoicum
- Brachythecium populeum
- Brachythecium praelongum
- Brachythecium preussii
- Brachythecium procumbens
- Brachythecium propinnatum
- Brachythecium pseudopopuleum
- Brachythecium pseudouematsui
- Brachythecium pseudovelutinum
- Brachythecium pulchellum
- Brachythecium quelpaertense
- Brachythecium ramicola
- Brachythecium reflexum
- Brachythecium rigens
- Brachythecium rivulare
- Brachythecium rivularoides
- Brachythecium roccatii
- Brachythecium rotaeanum
- Brachythecium ruderale
- Brachythecium rutabulum
- Brachythecium ryanii
- Brachythecium sakuraii
- Brachythecium salebrosum
- Brachythecium sapporense
- Brachythecium satsumense
- Brachythecium siamense
- Brachythecium spectabile
- Brachythecium spuriopopuleum
- Brachythecium starkii
- Brachythecium stricticalyx
- Brachythecium subfalcatum
- Brachythecium sublaetum
- Brachythecium subpilosum
- Brachythecium subplicatum
- Brachythecium subrutabulum
- Brachythecium svihlae
- Brachythecium tearapense
- Brachythecium tommasinii
- Brachythecium trachypodium
- Brachythecium turgidum
- Brachythecium turquetii
- Brachythecium uematsui
- Brachythecium ugandae
- Brachythecium umbilicatum
- Brachythecium valentinii
- Brachythecium vallium
- Brachythecium vanekii
- Brachythecium waziriense
- Brachythecium weinmannii
- Brachythecium vellereum
- Brachythecium velutinum
- Brachythecium venturii
- Brachythecium venustum
- Brachythecium vesiculariopsis
- Brachythecium woronowii
- Brachythecium yakushimense
- Brachythecium zanonii